# جورج كيلي (عالم)
جورج كيلي (بالإنجليزية: George Alexander Kelly )‏ (و. 1905 – 1967 م) هو رياضياتي، وتربوي، وعالم نفس، وكاتب سيناريو، وأستاذ جامعي أمريكي، ولد في شيلدون، توفي في والثام، عن عمر يناهز 62 عاماً.

## التعليم
تعلم في جامعة إدنبرة، وFriends University ‏، وجامعة آيوا، وجامعة كانساس، وPark University ‏.

## روابط خارجية
- جورج كيلي على موقع الموسوعة البريطانية (الإنجليزية)
- جورج كيلي على موقع إن إن دي بي (الإنجليزية)